# Alan Silvestri
Alan Silvestri (ur. 26 marca 1950 w Nowym Jorku) – amerykański kompozytor muzyki filmowej. Studiował muzykę filmową na Berklee College of Music w Bostonie. Współpracował z Robertem Zemeckisem – skomponował muzykę do takich jego filmów jak Miłość, szmaragd i krokodyl (1984), trylogia Powrót do przyszłości (1985, 1989 i 1990), Delta Force (1986), Otchłań (The Abyss, 1989), Ze śmiercią jej do twarzy (1992), Forrest Gump (1994), Szybcy i martwi (1995), Kontakt (1997), Co kryje prawda (2000), Cast Away: Poza światem (2000), Ekspres polarny (2004), Beowulf (2007), Opowieść wigilijna (2009) czy Sprzymierzeni (2016).
Otrzymał nominacje do Oscara za muzykę do filmu Forrest Gump (1994) oraz za piosenkę Believe z filmu Ekspres polarny (2004), za którą zdobył również nagrodę Grammy.
Oprócz współpracy z Zemeckisem, Silvestri stworzył muzykę do takich filmów jak Predator, Predator 2, Polowanie na mysz, Moja macocha jest kosmitką, Ojciec panny młodej, Bodyguard, Nie wierzcie bliźniaczkom, Totalna magia, Lilo i Stich, Van Helsing, Avengers, Avengers: Wojna bez granic, oraz Avengers: Koniec gry

## Nagrody
- Nagroda Grammy Najlepsza piosenka napisana do filmu kinowego lub telewizyjnego: 2006:Ekspres polarny (Believe)